# Paciorki z Warmii
Paciorki z Warmii – dwanaście paciorków, odkrytych na cmentarzysku z początków epoki brązu w Kosyniu na Warmii.
Paciorki wykonane zostały przypuszczalnie ponad 3,5 tys. lat temu w Egipcie - według archeologów ozdoby trafiły na te tereny za sprawą wymiany handlowej na tzw. bursztynowym szlaku.
W Kosyniu koło Dobrego Miasta archeolodzy natrafili na pozostałości bogato wyposażonych grobowców miejscowych elit, zawierające m.in. złote ozdoby i wykonaną z brązu biżuterię, a także broń o tzw. charakterze insygnialnym, czyli podkreślającym wysoką pozycję właściciela. Odnaleziono tam przedmioty pochodzące m.in. z Kotliny Karpackiej, Wysp Brytyjskich, terenu dzisiejszych Niemiec i krajów naddunajskich - jednym ze znalezisk było 12 niewielkich paciorków z tworzywa przypominającego szkło, które odnaleziono w pochówku datowanym metodą radiowęglową na ok. 1550 rok p.n.e.
W ocenie naukowców, znane dotąd paciorki fajansowe różnią się od egzemplarzy znalezionych na Warmii przede wszystkim niewielką ilością szkła, łączącego ziarna kwarcu. Również ich struktura świadczy, że wykonywano je w zupełnie inny sposób, a więc w położonych gdzie indziej warsztatach.